# Дылдино (Калужская область)
Дылдино  — деревня в Боровском районе Калужской области. Входит в состав сельского поселения «Деревня Асеньевское».

## География
Рядом реки Ксёма и Шумка, Ксемское водохранилище, Озёрное и Федорино. 

## Население
| 2002 | 2010 |
| ---- | ---- |
| 91   | ↗103 |

## История
В 1872-м году сельцо Дылдино Анны Васильевной Караташёвой, на берегу Дылдинского оврага и речки Кщомы.
В 1866 сельцом владел помещик Молчанов.